# Padilla (ort i Colombia, Cauca, lat 3,22, long -76,31)
Padilla är en ort i Colombia.   Den ligger i departementet Cauca, i den centrala delen av landet, 290 km sydväst om huvudstaden Bogotá. Padilla ligger 992 meter över havet och antalet invånare är 4 472.
Terrängen runt Padilla är huvudsakligen platt, men åt sydost är den kuperad. Runt Padilla är det ganska tätbefolkat, med 86 invånare per kvadratkilometer. Närmaste större samhälle är Puerto Tejada, 11,5 km väster om Padilla. Omgivningarna runt Padilla är en mosaik av jordbruksmark och naturlig växtlighet.